# 32532 Thereus
32532 Thereus eller 2001 PT13 är en centaur som upptäcktes av Near-Earth Asteroid Tracking project den 9 augusti 2001.
Centaurers omloppsbana ligger bland gasjättarna i det yttre av solsystemet. Thereus omloppsbana korsar Saturnus. Detta gör att Thereus riskerar att påverkas av Saturnus eller någon annan gasjättes gravitation så att den krockar med någon av gasjättarna eller kastas ut i en ny omloppsbana, för att antingen lämna solsystemet eller bli en komet när den når det inre av solsystemet, likt 2060 Chiron.
Namnet kommer från en kentaur som jagade björn och bar hem dem levande.